# Ray Milland
Alfred Reginald Jones (Neath, Glamorgan, Wales, 1907. január 3. – Torrance, Kalifornia, 1986. március 10.) Oscar- és Golden Globe-díjas walesi színész és rendező.

## Fiatalkora
Alfred Reginald Jones néven látta meg a napvilágot 1907-ben, Elizabeth Annie (lánykori nevén Truscott) és Alfred Jones gyermekeként. Tanulmányait az iskolától függetlenül kezdte el, mielőtt részt vett volna a Királyi Főiskolán Cardiffban. 21 évesen nagybátyja lótenyésztő farmján dolgozott.

## Filmes pályafutása
Filmes pályafutását 1929-ben kezdte. Pályája során számos filmben, valamint tévéfilmben szerepelt. Ezek közül az 1945-ös Férfiszenvedély című film Don Birnam alkoholista írójaként ismert, a főszerepéért a legjobb férfi főszereplőnek járó Oscar-díját vehette át. Emellett még további filmes szerepeiről is ismert, ezek közül a Gyilkosság telefonhívásra című filmben, valamint a Columbo sorozat két epizodjában: Besegít a halál és a Melegházi dzsungelben, ahol a gyilkos Jarvis Goodlandt játszotta.
Milland, aki egy időben a Paramount Pictures legjobban fizetett színésze volt, számos híres színésznő mellett játszhatott, többek között: Gene Tierney, Grace Kelly, Lana Turner, Marlene Dietrich, Ginger Rogers, Jane Wyman, Loretta Young és Veronica Lake mellett.

## Magánélete
1932-ben feleségül vette Muriel Frances Webert, a házasságukból született egy fia, Daniel (1940) és emellett volt egy örökbefogadott lánya, Victoria. Millandról az a hír járta, hogy viszonya volt Grace Kelly színésznővel, miközben forgatták a Gyilkosság telefonhívásra című filmet.
Millandnak volt a jobb felső karján egy koponyát és egy kígyót összegömbölyödve ábrázoló tetoválása. A tetoválása látható volt egy rövid pillanatra az egyik 1938-as filmjében a Jungle Loveban.
Milland fia, Daniel, az 1960-as években megjelent több kisebb színészi szerepben. 1981 márciusában 41 évesen halt meg, egy látszólagos öngyilkosságban. Egy AR-7 22-es kaliberű puskával az ágya mellett találtak rá, súlyos sebesüléssel a fején.

## Halála
Milland tüdőrákban halt meg a kaliforniai Torrance 1986. március 10-én, 79 évesen. Felesége és fogadott lánya élte túl.

## Filmszerepei
- 1928: Moulin Rouge … színházigazgató
- 1929: Piccadilly … vendég az éjszakai klubban
- 1929: The Lady from the Sea … Tom Roberts
- 1930: Way for a Sailor … tengerésztiszt
- 1930: Passion Flower … vendég
- 1931: Just a Gigolo … Freddie
- 1931: Ambassador Bill … King Lothar
- 1931: Blonde Crazy … Joe Reynolds
- 1932: Payment Deferred … James Medland
- 1933: This Is the Life … Bob Travers
- 1934: Orders Is Orders … Dashwood
- 1934: Many Happy Returns … Ted Lambert
- 1934: Ma még az enyém vagy (We’re Not Dressing) … Michael herceg
- 1934: Charlie Chan Londonban, (Charlie Chan in London) … Neil Howard
- 1934: Rémület (Menace) … Freddie Bastion
- 1935: Nem vagyok senkié (The Gilded Lily) … Charles Gray
- 1935: Four Hours to Kill! … Carl Barrett
- 1935: The Glass Key … Taylor Henry
- 1936: The Return of Sophie Lang … Jimmy Dawson
- 1936: A dzsungel királynője (The Jungle Princess) … Christopher Powell
- 1936: Három kis ördög[8] (Three Smart Girls) … Lord Michael Stuart
- 1937: Wings over Honolulu  … „Stony” Samuel Gilchrist hadnagy
- 1937: Egy leány, aki nyer (Easy Living ) … John Ball Jr.
- 1937: Trópusi vihar (Ebb Tide) … Robert Herrick
- 1938: Dzsungel szerelem (Her Jungle Love) … Bob Mitchell
- 1938: Senorita (Tropic Holiday) … Ken Warren
- 1938: Repülő ember (Men with Wings) … Scott Barnes
- 1938: Francia szobalány (Say It in French) … Richard Carrington, Jr.
- 1939: Hotel Imperial … Nemassy hadnagy
- 1939: Kék csillag (Beau Geste)  … John Geste
- 1939: Mesél az éjszaka (Everything Happens at Night) … Geoffrey Thompson
- 1940: Irene … Don Marshall
- 1940: Vágyak a viharban (Arise, My Love) … Tom Martin
- 1941: Száguldó szárnyak (I Wanted Wings) … Jeff Young
- 1941: Sullivan utazásai (Sullivan’s Travels) … utcai járókelő (névtelen)
- 1942: Arat a vihar (Reap the Wild Wind) … Mr. Stephen „Steve” Tolliver
- 1942: A csitri (The Major and the Minor) … Major Kirby
- 1942: Csillagok parádéja (Star Spangled Rhythm) … Joe
- 1943: Forever and a Day … William „Bill” Trimble hadnagy
- 1944: A hívatlan (The Uninvited) … Roderick Fitzgerald
- 1944: A félelem minisztériuma (Ministry of Fear) … Stephen Neale
- 1945: Férfiszenvedély (The Lost Weekend) … Don Birnam
- 1945: Kitty … Sir Hugh Marcy
- 1946: The Well-Groomed Bride … Dudley Briggs hadnagy
- 1946: A tökéletlen hölgy (The Imperfect Lady) … Clive Loring
- 1947: Golden Earrings … Ralph Denistoun ezredes
- 1948: A nagy óra (The Big Clock) … George Stroud
- 1949: Az ördög kísértése (Alias Nick Beal) … Nick Beal
- 1949: It Happens Every Spring … Vernon K. Simpson professzor / King Kelly
- 1950: A saját élete (A Life of Her Own) … Steve Harleigh
- 1952: The Thief … Allan Fields
- 1953: Jamaica Run … Patrick Fairlie
- 1953: Let’s Do It Again … Gary Stuart
- 1954: Gyilkosság telefonhívásra (Dial M. for Murder) … Tony Wendice
- 1953–1955: Meet Mr. McNutley, tévésorozat … Ray McNulty professzor
- 1955: The Girl in the Red Velvet Swing … Stanford White
- 1955: A Man Alone … Wes Steele
- 1956: Lisszabon (Lisbon) … Capt. Robert John Evans
- 1957: Schlitz Playhouse of Stars, tévésorozat … Harry Carstairs
- 1957: The River’s Edge … Nardo Denning
- 1958: A kasszafúró (The Safecracker) … Colley Dawson
- 1959: Goodyear Theatre, tévésorozat … Binyon
- 1959–1960: Markham, tévésorozat … Roy Markham
- 1961: Királyok Királya (King of Kings) … a Sátán hangja
- 1962: Az idő előtti elhantolás (Premature Burial) … Guy Carrell
- 1962: Világvége (Panic in Year Zero) … Harry Baldwin
- 1963: The Alfred Hitchcock Hour, tévésorozat … Dr. Howard Fennick
- 1963: Kraft Mystery Theater, tévésorozat … Keith Briscoe
- 1964: The Confession … Mario Forni
- 1968: Hostile Witness … Simon Crawford királyi tanácsos
- 1969: Bracken’s World, tévésorozat … cameoszerep
- 1970: Szerelmi történet (Love Story) … Oliver Barrett III
- 1971: River of Gold … Evelyn Rose
- 1972: Békák (Frogs) … Jason Crockett
- 1971: Columbo, tévésorozat, Besegít a halál (Death Lends a Hand) epizód … Arthur Kennicut
- 1972: Columbo, tévésorozat, Melegházi dzsungel (The Greenhouse Jungle) epizód … Jarvis Goodland
- 1973: The House in Nightmare Park, Stewart
- 1973: Terror a panoptikumban (Terror in the Wax Museum) … Harry Flexner
- 1974: Az aranybánya … (Gold) Hurry H. „Pops” Hirschfeld
- 1975: A Boszorkány-hegy (Escape to Witch Mountain) … Aristotle Bolt
- 1976: Gazdag ember, szegény ember (Rich Man, Poor Man), tévésorozat … Duncan Calderwood
- 1976: Zsarolás egy svájci bankban (The Swiss Conspiracy) … Johann Hurtil
- 1976: S. O. S. a felhők között (Mayday at 40,000 Feet!) … Dr. Joseph Mannheim
- 1976: Az utolsó filmcézár (The Last Tycoon) … Fleishacker
- 1977: Lángoló sivatag (Cuibul salamandrelor) … The Boss
- 1978: Csillagközi romboló], tévésorozat … Sire Uri
- 1978: Oliver története (Oliver’s Story) … Mr. Barrett
- 1979: Szerelemhajó (The Love Boat), tévésorozat … Peter Bradbury
- 1980: Charlie angyalai, tévésorozat … Oliver Barrows
- 1980: Álomkereskedők (The Dream Merchants), tévé-minisorozat … Lawrence Radford
- 1981: Our Family Business, tévéfilm,  … Tony
- 1982: The Royal Romance of Charles and Diana, tévéfilm … Mr. Griffiths
- 1983: Airport 2000 (Starflight: The Plane That Couldn’t Land) … Q. T. Thornwell
- 1983: Omlásveszély (Cave-In!) … Harrison Soames professzor
- 1984: Serpiente de mar … Timothy Wallace Professzor
- 1985: The Gold Key … Carl Bruhn

## Díjak
- Oscar-díj
  - díj: a legjobb férfi főszereplő - Férfiszenvedély (1946)

- Cannes-i fesztivál
  - díj: a legjobb férfi alakítás díja - Férfiszenvedély (1946)

- Golden Globe-díj
  - díj: a legjobb férfi főszereplő - Férfiszenvedély (1946)

## Fordítás
- Ez a szócikk részben vagy egészben  a   Ray Milland című angol Wikipédia-szócikk fordításán alapul.  Az eredeti cikk szerkesztőit annak laptörténete sorolja fel. Ez a jelzés csupán a megfogalmazás eredetét és a szerzői jogokat jelzi, nem szolgál a cikkben szereplő információk forrásmegjelöléseként.